# 周偉航 (學者)
周偉航（1976年7月23日—），筆名人渣文本（Ninjia Text），是臺灣苗栗縣出生的政治人物、時事評論員、作家、學者。現任時代力量決策委員、時代力量黨員代表，曾任輔仁大學哲學系兼任助理教授、時代力量第一屆黨員代表、第四屆決策委員、2024選舉提名策略小組成員。其著作散見於臺灣各雜誌及網站。

## 生平
國立臺灣大學哲學系畢業，國立政治大學哲學碩士，輔仁大學哲學博士。2013年在個人部落格發表〈大學生不要當的10種人〉一文，自此聲名大噪。在臺灣《蘋果日報》、《商業周刊》擁有固定專欄，以筆名行世。
1998年曾在馬英九台北市長競選總部任職，擔任馬英九隨行秘書。
2000年以後曾長期擔任政治幕僚，歷任台北市議員李彥秀、王正德、陳玉梅議會聯合助理、台北市議員葉信義議會辦公室主任暨競選總幹事。
2019年加入時代力量，並於同年當選為時代力量第一屆黨員代表。
2023年2月21日時代力量舉行第4屆決策委員選舉，當選時代力量決策委員。並於同年2月23日被其他決策委員提名推舉黨主席，最終以7票落選。同年5月3日，時代力量中央黨部召開「2024立法委員公職人員選舉提名辦法」記者會，並宣布決策委員周偉航為2024選舉提名策略小組成員。2024年1月13日，時代力量區域、不分區立委全數落選，中央黨部召開記者會宣布全體決策委員集體總辭。
2024年2月，時代力量舉行第四屆決策委員臨時改選選舉，周偉航當選決策委員同時也是候選人中得票第二名。
2025年2月，時代力量舉行第四屆黨員代表選舉，周偉航當選當選黨員代表同時也是候選人中得票第二名。
2025年2月，時代力量舉行第五屆決策委員選舉，周偉航當選決策委員同時也是候選人中得票第一名。

## 著作
- 《為什麼錢買不到幸福? : 幸福論概說》（台中縣豐原市：日之昇文化, 2009）哲學叢書 ; 1
- 與許立宏等合著：《運動倫理：品德與生命教育》（台北：華都文化，2011）
- 《大學生的靈異世界 》（台中：白象文化，2012）
- 《大學生不要當的28種人：寫給每個人的性格補強計畫》（台北：如何出版社，2014）
- 《人渣文本：給「露出世代」的特急件》（台北：寶瓶文化，2014）
- 《人渣文本的政治倫理學》（台北：台灣商務印書館，2014）
- 《人渣文本的36個幸福突圍指南》（台北：寶瓶文化，2015）
- 《選舉，不是你想的那樣！：人渣文本的48堂公民實戰課》（台北：台灣商務印書館，2015）
- 《渣誌：七十八個不正常的哲學問題》（台北：新銳數位，2017）
- 《渣誌：打手槍到死的99神功》（台北：新銳數位，2017）
- 與Rita C合著：《超渡莊子》（台北：奇異果文創，2017）
- 《渣誌：是你德，是我德，三三小德》（台北：新銳數位，2018）
- 與楊翠等合著：《國文開外掛：自從看了這本課本以後》（台北：奇異果文創，2018）
- 《渣誌：運動倫理拳王戰的十二回合》（台北：新銳數位，2018）
- 《人渣干政：人渣文本帶你前進臺灣政壇第一線，坐擁海景第一排》（台北：台灣商務印書館，2018）
- 《渣誌：宗教的兩張臉》（台北：方格子，2019）
- 《大部分解，開始》（台北：奇異果文創，2019）
- 《所以說倫理學到底是什麼》（台北：新銳數位，2019）
- 《人渣文本的人渣論》（台北：新銳數位，2019）
- 《古文神展開》（台北：奇異果文創，2020）

## 譯作
- 作者：阿拉斯戴爾‧麥金泰(Alasdair Maclntyre) 《神、哲學、大學: 天主教哲學傳統簡史》God, Philosophy, Universities : A Selective History of the Catholic Philosophical Tradition（ 台北：輔大書坊，2013）
- 編者：Roger Levermore, Aaron Beacom《運動國際發展》與邱金松, 黃東治合譯（ 桃園縣龜山鄉：臺灣運動社會學會，2013）

## 外部連結

### 個人自媒體
- 部落格「人渣文本」 （页面存档备份，存于）
- 特急件小周的人渣文本| Facebook （页面存档备份，存于）
- 《渣誌》：一人雜誌社 （页面存档备份，存于）
- 《渣報》像渣一樣小的事，都大報特報 （页面存档备份，存于）
- YouTube上的周偉航頻道

### 傳統媒體
- 《壹週刊》人渣文本觀點 （页面存档备份，存于）
- 《商業周刊》‧人渣文本專欄 （页面存档备份，存于）
- UDN鳴人堂‧人渣文本專欄 （页面存档备份，存于）
- ETtoday新聞雲‧雲論‧周偉航專欄（页面存档备份，存于）
- 民眾日報民眾新聞網 （页面存档备份，存于） 2021-2023